# Sewards End
 (avril 2023).
Sewards End est un village et une paroisse civile de l'Essex, en Angleterre.